# الکساندر برگر
الکساندر برگر (انگلیسی: Alexander Berger؛ زادهٔ ۲۷ سپتامبر ۱۹۸۸) بازیکن والیبال اهل اتریش است.